# Giusto Recanati
Giusto Recanati, O.F.M. Cap., italijanski rimskokatoliški duhovnik, škof in kardinal, * 9. avgust 1789, Camerino, † 17. november 1861.

## Življenjepis
22. februarja 1812 je prejel duhovniško posvečenje pri kapucinih.
3. julija 1848 je bil imenovan za naslovnega škofa Oëe; škofovsko posvečenje je prejel 9. julija istega leta.
7. marca 1853 je bil povzdignjen v kardinala in imenovan za kardinal-duhovnika Ss. XII Apostoli.